# エール (京都府)
株式会社エールは、京都府舞鶴市に本社を置く小売店。平和堂の子会社。
もともとは衣料品スーパーとして舞鶴市で創業したのが始まりであるが、長引く造船不況などにより、売上高がジリ貧状態となっていた。そこへ滋賀県に地盤を有する平和堂が1978年（昭和53年）に京都府北部に出店するにあたり、エールを買収し子会社化した。
1989年（平成元年）6月28日、旧峰山町（現京丹後市）に地元主導型SCとして開業した峰山ショッピングセンターマイン（開発：峰山商業開発株式会社）の核テナントとして北部に初出店を果たした。後に本社所在地の舞鶴市にもアル・プラザ型店舗のエール東舞鶴店（らぽーる）が開業している。
商圏は東舞鶴店が舞鶴市全域と福井県大飯郡、綾部・宮津・福知山市の一部で、舞鶴都市圏のほぼ全域。峰山店は京丹後市と与謝野町、宮津市の一部に及んでいる。
2025年8月21日付で平和堂に吸収合併され、エールは解散する予定。

## 沿革
- 1921年（大正10年）1月：西舞鶴竹屋町で大正堂として創業。
- 1951年（昭和26年）9月：衣料品スーパーとして法人化。
- 1960年（昭和35年）：東舞鶴店開店。
- 1964年（昭和39年）：小浜店開店。
- 1971年（昭和46年）4月：舞鶴店を八島から三条に移転する際、社名変更。
- 1976年（昭和51年）：綾部店開店。
- 1978年（昭和53年）4月：平和堂の子会社化。
- 1989年（平成元年）6月：エール峰山店（マイン）開業。
- 1995年（平成7年）11月：エール東舞鶴店（らぽーる）開業。
- 2013年（平成25年）9月：東舞鶴店リニューアルオープン
- 2024年（令和6年）4月：峰山店リニューアルオープン
- 2025年（令和7年）8月：平和堂に吸収合併されて解散する予定

## 東舞鶴店（らぽーる）
京都府北部最大の売場面積を誇るショッピングセンターで、当地域の中核的商業施設。年間来店客数は約400万人。商圏は舞鶴市、小浜市、大飯郡および綾部市と宮津市、福知山市の一部を含む。2013年（平成25年）に大改装を行っている。らぽーる(La Port)とはフランス語で「港」の意味である。

### 本館
| 階   | らぽーるフロア概要                     |
| ---- | -------------------------------------- |
| 屋上 | 駐車場                                 |
| 5階  | 駐車場                                 |
| 4階  | 駐車場                                 |
| 3階  | 玩具・日用品とアミューズメントのフロア |
| 2階  | ファッションと暮らしのフロア           |
| 1階  | 食品とドラッグとフードコートのフロア   |

### 主なテナント
- マクドナルド
- ケンタッキーフライドチキン
- ミスタードーナツ
- 無印良品（京都府北部初出店）
- LIME STONEなど（京都府北部初出店）
- めがねの愛眼
- トーカイ（京都府北部初出店）
- ダイソー
- ナムコランド
- ハニーズ
- illusie300（京都府北部初出店）
- カーブス

### 店内ATM
- 京都銀行 - 2台
- 福井銀行・福邦銀行 - 1台
- 京都北都信用金庫 - 2台
- ゆうちょ銀行 - 1台

## 峰山店（マイン）
丹後地方最大のショッピングセンター。峰山にあるため、「峰」のローマ字表記「MINE」を英語読みしてマインとなった。商圏は京丹後市および与謝野町、宮津市の一部を含む。2024年に大改装を行っている。

### 本館
| 階  | マイン フロア概要                    |
| --- | ------------------------------------ |
| 4階 | ゲームセンターと駐車場               |
| 3階 | 駐車場                               |
| 2階 | ファッションと暮らしのフロア         |
| 1階 | 食品とドラッグとフードコートのフロア |

### 主なテナント
- ハニーズ
- 無印良品（京都府北部初出店）
- ダイソー
- ソフトバンク
- Auショップ
- 丹海バスチケットセンター

### 店内ATM
- 京都銀行 - 1台
- 京都北都信用金庫 - 1台
- ゆうちょ銀行 - 1台

## 店舗・関連会社
- エール東舞鶴店（愛称：らぽーる）
- エール峰山店（愛称：マイン）
- 舞鶴流通産業株式会社
- 舞鶴商業振興株式会社
- 峰山商業開発株式会社